# Marina Lobaci
Marina Lobaci (în rusă Марина Лобач; n. 26 iunie 1970, Smaliavičy⁠(d), RSS Bielorusă, URSS) este o sportivă ce a reprezentat Uniunea Republicilor Sovietice Socialiste, medaliată olimpică. A participat la o ediție a Jocurilor Olimpice (1988) în care a câștigat o medalie de aur.

## Participări
Lista de mai jos prezintă principalele competiții la care a participat Marina Lobatch de-a lungul carierei.
- gymnastics at the 1988 Summer Olympics – women's rhythmic individual all-around[*]